# Lamborghini Urus

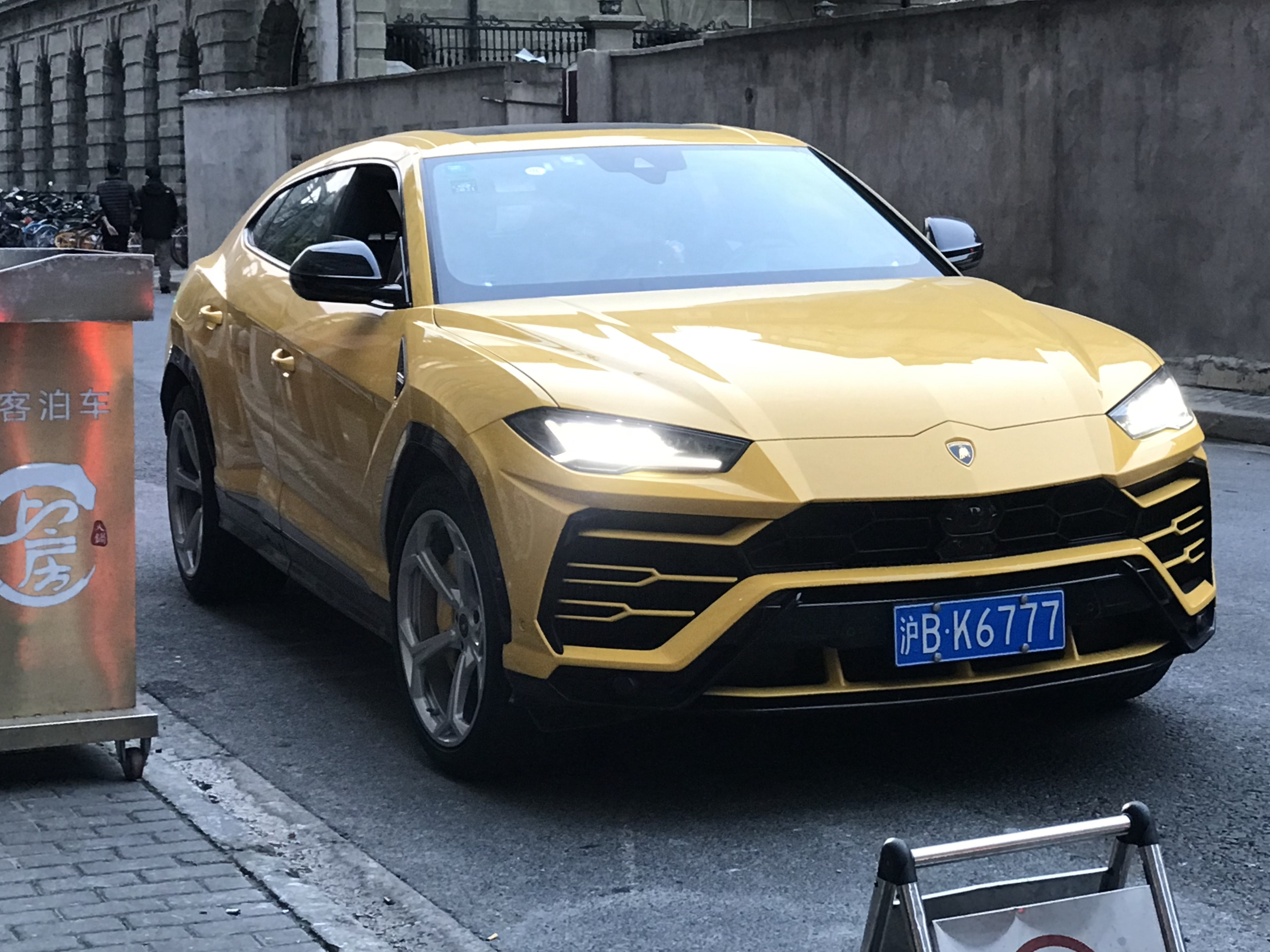
Lamborghini Urus

Lamborghini Urus je SUV od italské automobilky Lamborghini. Vytvořeno bylo v roce 2018. Jde o první sériově vyráběné SUV od Lamborghini. Je postavené na konceptu Lamborghini Ursus Concept. V původním plánu bylo vyrobit 1000 kusů Urus, ale v červenci 2020 bylo oznámeno, že byl vyroben Urus s pořadovým číslem 10 000. Tento vůz byl určen pro Rusko. Za první dva roky bylo vyrobeno 3500 kusů.

## Technické specifikace
Automobil nepoužívá typické motory Lamborghini V10 nebo V12. Do tohoto vozu byl zvolen přeplňovaný V8 o objemu 4,0 litru a výkonu 478 kW. Tento motor je užíván i v jiných vozidlech koncernu Volkswagen. Motor byl přepracován a jeho výkon byl zvýšen o 100 koní. Hlavním materiálem je karbon, díky čemuž je vozidlo lehčí než konkurenční vozy ostatních automobilek. Emise CO2 u Lamborghini Urus jsou 325 g/km.
Maximální rychlost vozu je 305 km/h (190 mph). Zrychlení 0–100 km/h je 3,6 sekundy.

### Motor
- Počet válců: 8
- Objem: 4,0 litru
- Výkon: 478 kW

### Rozměry
- Délka: 5112 mm
- Šířka: 2016 mm
- Výška: 1638 mm
- Rozvor: 3003 mm
- Pohotovostní hmotnost: 2000 kg

Automobil má celkem tři jízdní režimy na silnici a tři v terénu:
Silniční:
- STRADA – základní režim, aktivní jízdní asistenti
- SPORT – režim pro maximální a rychlou odezvu, aktivní minimum jízdních asistentů
- CORSA – maximální výkon, aktivní minimum jízdních aistentů

Terénní:
- NEVE – maximální bezpečnost, aktivní asistenti
- TERRA – zlepšení jízdních vlastností, méně aktivních asistentů
- SABBIA – určený pro písčité povrchy

### Verze
Dodávány jsou také dvě silnější a modernější verze Urus Pearl Capsule a Urus Graphite Capsule.

## Název
Název Urus je odvozen od jednoho z pojmenování pratura. Tento již vyhynulý druh skotu je považován za přímého předchůdce dnešího skotu.

## Lamborghini Urus Concept
Lamborghini Urus Concept byl představen v roce 2012 na Pekingském autosalonu. Vzhled byl poté několikrát upravován. U původního konceptu se však nepočítalo ani se sériovou výrobou.